# Fengsheng
Fengsheng (kinesiska: 丰盛) är en köping i sydvästra Kina. Den ligger i stadsdistriktet Banan  i storstadsområdet Chongqing, omkring 35 kilometer öster om det centrala stadsdistriktet Yuzhong. Antalet invånare är 13 649. Befolkningen består av 6 529 kvinnor och 7 120 män. Barn under 15 år utgör 11,0 %, vuxna 15-64 år 67 %, och äldre över 65 år 21,0 %.